# Rubén Vergés i Fruitós
Rubén Vergés i Fruitós (Barcelona, 11 de març de 1987) és un surfista de neu català, especialitzat en la modalitat de migtub.
Participà en els Jocs Olímpics d'Hivern de 2010, disputats a Vancouver, aconseguint el 31è lloc e la disciplina de migtub. Quatre anys més tard, no va aconseguir plaça per participar en els Jocs Olímpics d'Hivern de 2014 celebrats a Sotxi, malgrat haver estat preseleccionat per la federació espanyola.